# Jerry Cotton

Logo

Jerry Cotton est un personnage fictif d'une série de romans policiers de type pulp. 
Les romans ont été écrits par de nombreux écrivains différents de pays germanophones et en Finlande au cours de plusieurs décennies.

## Auteurs
Les auteurs éminents, qui admettent la coopération avec la série Jerry Cotton incluent :
- Heinz Werner Höber
- Thomas Jeier (= Christopher Ross)
- Rolf Kalmuczak (= Stefan Wolf, "TKKG")
- Walter Appel
- Martin Barkawitz
- Horst Friedrichs
- Friedrich Jankuba
- Helmut Rellergert (= Jason Dark, Geisterjäger John Sinclair)
- Friedrich Tenkrat
- Manfred Weinland

## Films de la série
- 1965 : Jerry Cotton G-man agent C.I.A. (Schüsse aus dem Geigenkasten) de Fritz Umgelter - noir et blanc
- 1965 : Jerry Cotton contre les gangs de Manhattan (de) (Mordnacht in Manhattan) de Harald Philipp - noir et blanc
- 1966 : Razzia au F.B.I. (Um null Uhr schnappt die Falle zu) de Harald Philipp - noir et blanc
- 1966 : Un cercueil de diamants (Die Rechnung – eiskalt serviert) de Helmuth Ashley - noir et blanc
- 1967 : Énigme à Central Park (de) ou Un cadavre dans le parc (Der Mörderclub von Brooklyn) de Werner Jacobs
- 1968 : L'Homme à la Jaguar rouge (Der Tod im roten Jaguar) de Harald Reinl
- 1968 : Dynamite en soie verte (Dynamit in grüner Seide) de Harald Reinl
- 1969 : Feux croisés sur Broadway (Todesschüsse am Broadway) de Harald Reinl
- 2010 : Jerry Cotton (de) de Cyrill Boss (de) et Philipp Stennert (de)